# C/2012 X1 (LINEAR)
C/2012 X1 (LINEAR) ist ein Komet, der 2012 entdeckt wurde. Nach ersten Erwartungen ein eher unscheinbares Objekt, erfuhr er im Oktober 2013 einen Helligkeitsausbruch, durch den er bis weit ins Jahr 2014 hinein mit einfachen optischen Hilfsmitteln leicht zu beobachten war.

## Entdeckung und Beobachtung
Ein zunächst für einen Asteroiden gehaltenes Objekt wurde am frühen Morgen des 8. Dezember 2012 (Ortszeit) im Rahmen des Lincoln Near Earth Asteroid Research (LINEAR) an der Lincoln Laboratory’s Experimental Test Site (ETS) bei Socorro in New Mexico bei einer Helligkeit von etwa 20 mag entdeckt. In den folgenden vier Tagen konnten mehrere Beobachter aus Italien, Japan, England, Belgien und USA eine Koma feststellen, so dass die kometarische Natur des Objekts feststand. Zum Zeitpunkt seiner Entdeckung war der Komet noch 5,2 AE von der Sonne und 4,7 AE von der Erde entfernt. Erste Bahnbestimmungen wiesen auf ein Durchlaufen des Perihels im März 2014 hin, wofür man eine Helligkeit von 12 mag erwartete.
Bis zum Juni 2013 erfolgte die Helligkeitsentwicklung des Kometen zunächst völlig normal, sie hatte inzwischen 16,5 mag erreicht. Als er nach seiner Konjunktion mit der Sonne wieder beobachtet werden konnte, stellte der japanische Amateurastronom Hidetaka Sato am 20. Oktober 2013 einen Helligkeitsanstieg bis auf 8,5 mag fest, über 150-mal heller als die erwarteten 14 mag zu diesem Zeitpunkt. In den folgenden Tagen konnte eine sich ausdehnende, nahezu kugelförmige Koma aus Staub festgestellt werden, umgeben von einer grünlichen Hülle aus Gasen. Ein ähnlicher Helligkeitsausbruch war sechs Jahre zuvor auch beim Kometen 17P/Holmes beobachtet worden. Aus der gemessenen Ausdehnungsgeschwindigkeit der Staubhülle von etwa 430 m/s konnte geschlossen werden, dass der Ausbruch um Mitternacht 17./18. Oktober begonnen hatte.
Das Strömungsbild aus geschwungenen Staubwolken innerhalb der Koma erinnerte stark an den Kometen 29P/Schwassmann-Wachmann 1 nach seinen energiereichsten Ausbrüchen, bei denen seine Helligkeit um 5 bis 6 mag zunimmt, wie es beispielsweise vom 2. bis 5. Februar 2010 beobachtet worden war. Es handelte sich dabei nicht um Fontänen, sondern um sich gleichmäßig ausdehnende Strukturen, die von einem einzelnen, kurzzeitigen Explosionsereignis herrührten.
Eine mögliche Erklärung dafür ist, dass Material durch einen Riss in den Raum geschleudert wurde, der sich bei Auslösung der Explosion plötzlich in der Oberfläche des Kometenkerns geöffnet hatte und sich während der Explosionsentwicklung schnell über die Oberfläche des Kerns ausgebreitet hatte. Dadurch konnte das am schnellsten bewegte Material zuerst austreten, während später ausgestoßenes Material mit zunehmend langsamerer Geschwindigkeit in allmählich andere Richtungen entwich. Der kurzzeitige Helligkeitsanstieg sogar bis auf 7,5 mag direkt nach dem Ereignis könnte auch erklärt werden durch die Ablösung einer Oberflächenschicht des Kometen durch ausströmendes Gas oder einen „Erdrutsch“-Effekt hervorgerufen durch Rotationsinstabilität, wodurch in beiden Fällen neue aktive Bereiche des Kerns freigelegt worden sein könnten. Im Gegensatz zu Komet 17P/Holmes konnte bei Komet LINEAR aber keine Ablösung eines massiven Bruchstücks vom Kern festgestellt werden.
Die Helligkeit des Kometen verharrte nach diesem Ereignis für mehrere Monate bei etwa 8 mag, so dass er bereits mit kleinen Teleskopen zu beobachten war. Zu dieser Zeit war er am frühen Morgen dicht über dem östlichen Horizont zu finden. Am 7. Februar 2014 näherte sich der Komet LINEAR dem Kometen C/2013 R1 (Lovejoy) bis auf einen Winkelabstand von etwa 2,1° an, so dass beide gemeinsam in einem Fernglas gesehen werden konnten.
Ab Ende April 2014 entwickelte sich die Helligkeit langsam und in normaler Weise zurück. Die letzte Beobachtung des Kometen gelang am 9. Dezember 2015 an einem Observatorium in Australien bei einer Helligkeit von 21 mag, als er bereits wieder 7,0 AE von der Sonne entfernt war.

## Wissenschaftliche Auswertung
Zwischen 2011 und 2020 wurden am Olmen Observatory in Belgien 119 Kometen photometrisch beobachtet, unter den langperiodischen auch vom Februar 2013 bis Mai 2014 der Komet LINEAR. Die Aktivität des Kometen im Maß seiner Staubproduktion im Perihel wurde dabei als „stark“ gefunden.
Mit dem 305-m-Radioteleskop in Arecibo wurden im Zeitraum vom 3. November 2013 bis 13. Januar 2014 Messungen des Spektrums des Hydroxyl-Radikals (OH) bei einer Wellenlänge von 18 cm durchgeführt, um daraus die Gasproduktionsrate und dessen Ausbreitungsgeschwindigkeit abzuleiten. Auch am Nançay-Radioobservatorium in Frankreich gelang bei Beobachtungen vom Oktober 2013 bis Mai 2014 ein klarer Nachweis des OH-Radikals.
Da für den Kometen hinreichende Daten vorlagen über die auf ihn einwirkenden nicht-gravitativen Kräfte durch Ausgasung insbesondere von Wasser und ebenso über die Menge an sublimierendem Wasser (für den Kometen während eines Sonnenabstands von <3 AE im Mittel bei 3,4∙1028 Molekülen pro Sekunde, entsprechend etwa 1 t/s), konnte in einer Untersuchung von 2022 der Durchmesser des Kometenkerns mit zwei verschiedenen Methoden abgeschätzt werden. Es wurde dafür ein Wert von 2,7 ± 0,9 km gefunden.

## Umlaufbahn
Für den Kometen konnte aus 2560 Beobachtungsdaten über einen Zeitraum von fast 3 Jahren eine elliptische Umlaufbahn bestimmt werden, die um rund 44° gegen die Ekliptik geneigt ist. Die Bahn des Kometen verläuft damit schräg gestellt gegen die Bahnebenen der Planeten. Im sonnennächsten Punkt (Perihel), den der Komet am 21. Februar 2014 durchlaufen hat, war er etwa 239,2 Mio. km von der Sonne entfernt und bewegte sich im Bereich der Umlaufbahn des Mars. Bereits am 23. August 2013 hatte er sich (1) Ceres bis auf etwa 167,4 Mio. km genähert, an die inneren Planeten erfolgten keine nennenswerten Annäherungen, der Erde kam er am 27. Juni 2014 nicht näher als etwa 232,3 Mio. km (1,55 AE).
In der Nähe des aufsteigenden Knotens seiner Bahn bewegte sich der Komet im August 2011 in geringem Abstand zur Umlaufbahn des Saturn, nämlich nur etwa 18,4 Mio. km (0,12 AE) davon. Der Planet befand sich zu dieser Zeit allerdings weit entfernt.
Nach den Bahnelementen, wie sie in der JPL Small-Body Database angegeben sind und die auch nicht-gravitative Kräfte auf den Kometen berücksichtigen, bewegte sich der Komet lange vor seiner Annäherung an das innere Sonnensystem auf einer elliptischen Bahn mit einer Exzentrizität von 0,98894 und einer Großen Halbachse von etwa 144,6 AE, so dass seine Umlaufzeit bei etwa 1737 Jahren lag. Sein letzter Periheldurchgang könnte möglicherweise im Frühjahr 277 (Unsicherheit ±9 Monate) erfolgt sein.
Durch die Anziehungskraft der Planeten, insbesondere bei relativ entfernten Vorbeigängen am Jupiter am 3. Mai 2013 in etwa 4 ⅓ AE, am Saturn am 21. Januar 2014 in etwa 8 ⅔ AE und am Uranus im März 2019 in etwa 13 ¾ AE Abstand, sowie durch die Ausgasungseffekte in Sonnennähe wird seine Bahnexzentrizität auf 0,98985 und seine Große Halbachse auf etwa 158,2 AE vergrößert, so dass sich seine Umlaufzeit auf etwa 1987 Jahre erhöht. Wenn der Himmelskörper um das Jahr 3008 den sonnenfernsten Punkt (Aphel) seiner Bahn erreicht, wird er etwa 47,1 Mrd. km von der Sonne entfernt sein, fast 315-mal so weit wie die Erde und 10 ½-mal so weit wie Neptun. Seine Bahngeschwindigkeit im Aphel beträgt dann nur etwa 0,18 km/s. Der nächste Periheldurchgang des Kometen wird möglicherweise um das Jahr 4001 (Unsicherheit ±2 Jahre) stattfinden.